# Fonteyn (cratère)
Fonteyn est un cratère d'impact présent sur la surface de Mercure.
Le cratère fut ainsi nommé par l'Union astronomique internationale en 2012 en hommage à la danseuse britannique Margot Fonteyn.
Son diamètre est de 29 km. Il se situe dans le quadrangle de Raditladi (quadrangle H-4) de Mercure.